# Uomini, macchine e guai
Uomini, macchine e guai (Nutzenbolts and More Troubles with Machines) è un'antologia di racconti fantascientifici di Ron Goulart del 1975.
L'antologia è stata pubblicata in Italia il 2 gennaio 1977 nella collana Urania (n. 713), nella traduzione di Angela Campana.

## Racconti
- Il damo (Gigolo)
- La cimice nella pelle (Down and Out)
- L'innocenza di Padre Bangs (The Innocence of Father Bangs)
- Ferrovecchio (Nutzenbolts)
- Programmatore scambi sessuali (Swap)
- Meglio un asino vivo (Two Days Running and Then Skip a Day)
- Il grande Whistler (Whistler)
- Dare e avere (Badinage)
- Festival Folk (Stockyard Blues)
- Finalmente libero (Free at Last)
- Ding-dong (Dingbat)